# Technik awionik

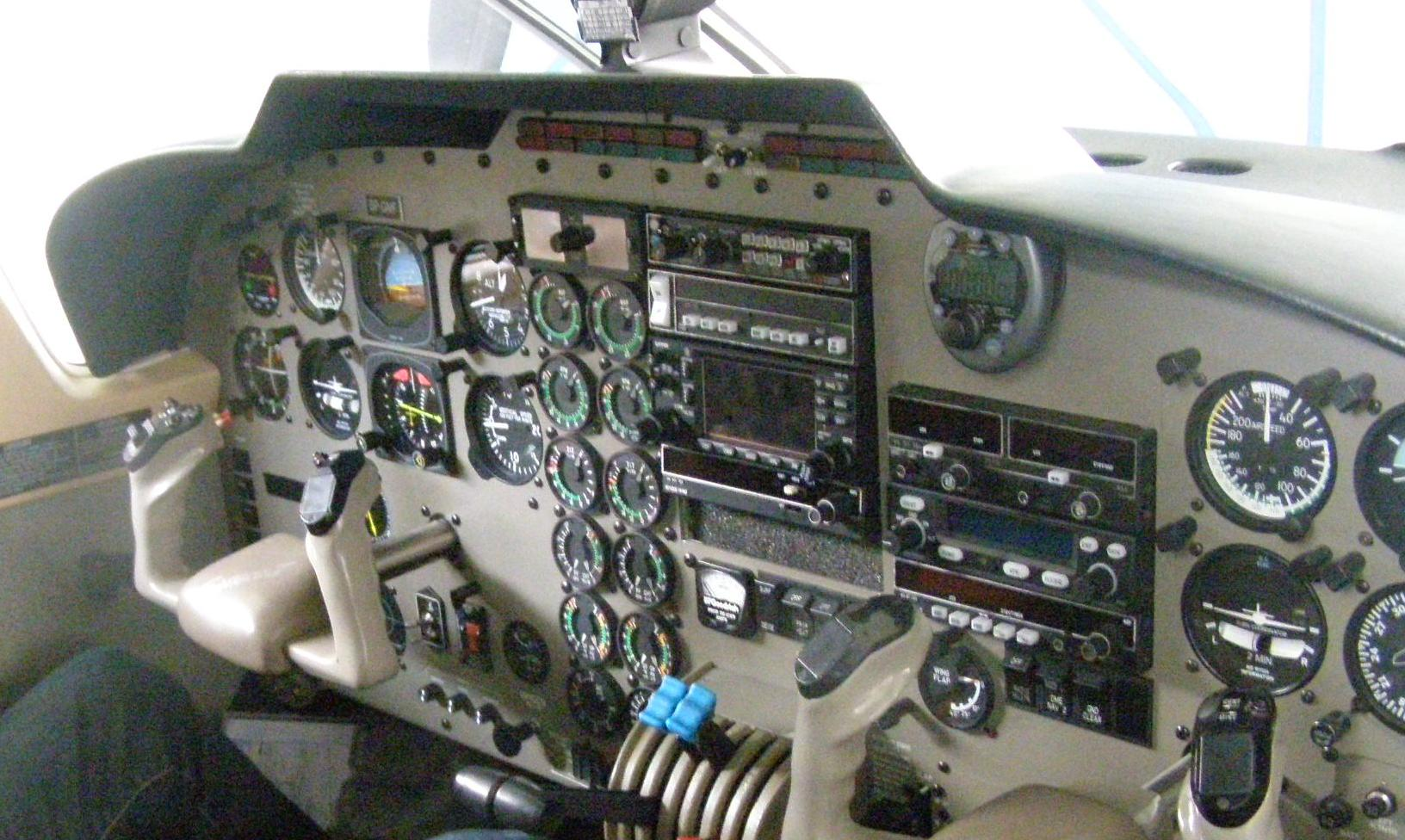
Kokpit samolotu – przyrządy pilotażowo – nawigacyjne

Technik awionik – technik obsługujący elektronikę na pokładach statków powietrznych, czyli osoba posiadająca licencję B2 wydaną przez Urząd Lotnictwa Cywilnego. Awionik zajmuje się obsługą liniową i hangarową wyposażenia elektrycznego i awionicznego statku powietrznego. Aby uzyskać licencję B2 Technika Awionika należy zdać stosowne egzaminy w Urzędzie Lotnictwa Cywilnego.
Do kompetencji i umiejętności technika awionika należy m.in.:
- Obsługa instalacji elektrycznej samolotu (ang. Aircraft Electrical System):
  - akumulator pokładowy,
  - prądnica DC,
  - prądnica AC,
  - przewody elektryczne,
  - oświetlenie samolotu,
  - regulatory napięcia,
  - zasilanie lotniskowe.
- Obsługa pilotażowych przyrządów pokładowych:
  - sztuczny horyzont,
  - koordynator zakrętu,
  - zakrętomierz,
  - prędkościomierz ciśnieniowy,
  - wysokościomierz ciśnieniowy,
  - radiowysokościomierz,
  - wariometr,
  - busola magnetyczna,
  - żyrobusola.
- Obsługa pilotażowych systemów radionawigacyjnych:
  - ILS – Instrument Landing System,
  - VOR – VHF Omnidirectional Range,
  - ADF – Automatic Direction Finder, NDB – Radiolatarnia Bezkierunkowa,
  - GPS – Global Positioning System,
- Obsługa systemów łączności lotniczej
  - Radiostacja pokładowa,
- Obsługa systemu wspomagania i automatycznego sterowania lotem:
  - autopilot,
  - komputer pokładowy,
  - układ stabilizacji,
  - układ poprawy sterowności,
  - FBW – Fly By Wire.

## Technik Awionik – 315316
W ponadgimnazjalnym szkolnictwie zawodowym występuje kierunek Technik Awionik. Według reformy Ministra Edukacji Narodowej, z dnia 7 lutego 2012, zawód Technika Awionika bazuje na podstawie programowej numer 315316. Dla tego zawodu przypisana jest kwalifikacja E17 "Wykonywanie obsługi liniowej statków powietrznych i obsługi hangarowej wyposażenia awionicznego".
Absolwent szkoły z kierunkiem Technik Awionik, po ukończeniu nauki i zdaniu egzaminu zawodowego, otrzymuje dyplom Technika Awionika. Urząd Lotnictwa Cywilnego uznaje wiedzę zdobytą w szkole po spełnieniu określonych warunków. Daje to możliwość szybszego uzyskania licencji B2 Technika Awionika.
Certyfikowane ośrodki szkolenia lotniczego działają w oparciu o przepisy PART 147. Wśród nich występują: firmy lotnicze, technika m.in. technikum lotnicze nr 9 na warszawskim Okęciu i uczelnie wyższe. Ośrodek posiadający licencję PART 147 ma prawo szkolić i egzaminować do licencji B2.